# Horváth Ferenc (labdarúgó, 1874)
Horváth Ferenc, Horn (Söjtör, 1874. szeptember 26. – Budapest, 1932. december 8.) magyar labdarúgó, sportvezető, nemzetközi labdarúgó-játékvezető, székesfővárosi számtanácsos.

## Családja
Szülei Horvát János gépész és Rogács Ilona. Felesége Lascher Elvira.

## Pályafutása

### Játékosként
Az 1899-ben alakult Ferencvárosi Torna Club (FTC) alapító labdarúgója, csapatkapitánya. A Ferencvárosban összesen 10 mérkőzésen (8 bajnoki, 2 nemzetközi) szerepelt és 1 gólt szerzett (bajnoki).

### Játékvezetőként

#### Nemzeti játékvezetés
Az első hazai, önként vállalt bírók egyike. Az egymás után alakuló labdarúgó-egyesületek felkészülési, illetve barátságos mérkőzéseinek volt az FTC csapat-játékvezetője – ha saját csapatában nem játszott, akkor elfogadta a másik csapat meghívását. Játékvezetésből 1901-ben Stobbe Ferenc társaságában Budapesten, az MLSZ tanácsa előtt vizsgázott. 1904-ben lett az NB I játékvezetője. Küldési gyakorlat szerint rendszeres partbírói szolgálatot is végzett. A nemzeti játékvezetéstől 1910-ben visszavonult. NB I-es mérkőzéseinek száma: 22.
| Időpont         | Helyszín                     | Mérkőzés típusa          | Mérkőzés           | Eredmény | Nézők száma |
| --------------- | ---------------------------- | ------------------------ | ------------------ | -------- | ----------- |
| 1904. május 22. | Amerikai úti pálya, Budapest | első NB I-es mérkőzése   | MÚE–Fővárosi TC    | 5 – 0    | Zárt kapus  |
| 1910. május 22. | Amerikai úti pálya, Budapest | utolsó NB I-es mérkőzése | Terézvárosi TC–BTC | 3 – 3    | Zárt kapus  |

#### Nemzetközi játékvezetés
1902–1910 között részese volt a magyar-osztrák válogatott mérkőzések maratoni találkozóinak.
| # | Dátum           | Helyszín                   | Hazai        | Eredmény | Vendég   | Kiírás     | Gólok | Esemény |
| - | --------------- | -------------------------- | ------------ | -------- | -------- | ---------- | ----- | ------- |
|   | 1904. június 2. | Budapest, Millenáris-pálya | Magyarország | 3 – 0    | Ausztria | barátságos | -     |         |
|   | Összesen        |                            |              | 1        | mérkőzés |            |       |         |

#### Nemzetközi kupamérkőzések
Vezetett kupadöntők száma: 1

##### Osztrák labdarúgókupa
Az osztrák kupát kiíró bizottság felkérésére az egyik elődöntő mérkőzést vezethette.
| Időpont          | Helyszín             | Mérkőzés típusa | Mérkőzés                 | Eredmény |
| ---------------- | -------------------- | --------------- | ------------------------ | -------- |
| 1901. november 4 | Kijelölt pálya, Bécs | egyik elődöntő  | Vienna Cricket–Wiener AC | 4 – 2    |

### Sportvezetőként
A sportág fejlődését elősegítő egyik aktivista, aki javasolta, hogy a klubok szövetségbe egyesüljenek. Az 1901. január 19-én a szavazáson a Ferencvárosi TC-t Kárpáti Béla társaságában képviselte. A megalakult Magyar Labdarúgó-szövetség (MLSZ) első elnökségének főtitkára (1901–1902). Kidolgozta az MLSZ első szabályzatát. Összeírták a bírókat, akiket előbb az MLSZ tanácsa, majd Intézőbizottsága a küldött.1903-ban az első Bírói Bizottság tagja. Az első bíróvizsga időpontja 1901. augusztus 10.
Gillemot Ferenc az MLSZ első alelnöke 1901. február 17-én az induló első bajnokság előtt egy nappal, február 16-án mutatta be a játékszabályokat. A szabályokat a Magyar Atlétikai Szövetség (MASz) futballsportosztálya dolgozta ki az angol futball szövetség által kiadott Referees Chart alapján. Az MLSZ tanácsa a kidolgozott szabályokat elfogadva, stiláris változtatásokra visszaadta a kijelölt bizottságnak – tagjai Gillemot Ferenc, Horváth Ferenc, Füzeséry Árpád, Bartos Károly – voltak.

## Írásai
- A modern hazai sportújságírás egyik úttörője. Írásai 1903-tól folyamatosan jelentek meg, a Sport-Világban, a Nemzeti Sportban. 1910-től előbb társszerkesztője, majd szerkesztője a Sport-Világnak
- 1926-ban megjelent A professzionizmus bevezetése feltételeire és módozataira nézve a magyar labdarúgó érdekeltségek között létrejött megállapodások – munkája.

## Szakmai sikerek
1910 végén az MLSZ tízéves. A jubileumi díszközgyűlésen Kárpáti Bélának, Iszer Károlynak, Horváth Ferencnek a labdarúgásban kifejtett munkájuk elismeréseként márványtáblát ajándékozott, Stobbe Ferenc képét megfestette a tanácsterem részére, Ray Ferencnek pedig emlékérmet adományozott.

## Külső hivatkozások
- Horváth Ferenc - www.ftcbk.eu. [2009. december 6-i dátummal az eredetiből archiválva]. (Hozzáférés: 2016. január 11.)
- Horvath Ferenc. elte.hu. (Hozzáférés: 2016. január 11.)
- Horváth Ferenc. World Referee. [2016. március 4-i dátummal az eredetiből archiválva]. (Hozzáférés: 2016. január 11.)
- Horváth Ferenc. footballzz.com. (Hozzáférés: 2016. január 11.)
- Horváth Ferenc. eu-football.info. (Hozzáférés: 2016. január 11.)